# Sign o' the Times (nummer)
Sign o' the Times (gestileerd als Sign “☮” the Times) is het titelnummer van Prince' dubbelalbum Sign o' the Times uit 1987. Muzikaal gezien is het lied schaars en puntig gezet door een complexe drumlijn en een aanstekelijke basgitaar. De 12 inchsingle/albumversie bevat nog een bluesachtige gitaarsessie. Het nummer is een overblijfsel van de twee projecten Dream Factory, respectievelijk Crystal Ball (niet het album Crystal Ball uit 1997). Het gehele nummer werd gespeeld door Prince, behalve wat backing vocals van een vriendin, Susannah Melvoin. Sign o' the Times werd geschreven op een zondag, de dag van de week waarop hij vaak zijn meest diepzinnige nummers schreef, waarbij Sign o' the Times geen uitzondering is. Het nummer beschrijft het bedroevende beeld van de Verenigde Staten in 1986/87 en handelt over moeilijke onderwerpen als aids, straatbendes, natuurrampen, armoede, drugs, Iran-Contra, Space Shuttle Challengerramp en de kernoorlog. Desondanks eindigt de tekst met een vleugje hoop en humor. De 12"-versie van het nummer is hetzelfde als de albumversie. Het nummer was vrij populair en bereikte een derde positie in de Amerikaanse pop charts en bereikte de top in de R&B charts. In de Nederlandse Top 40 kwam het nummer op de zesde positie en bleef totaal tien weken in de lijst staan.
Op de B-kant staat het funkachtige La, La, La, He, He, Hee. Het nummer werd geschreven als een uitdaging van Sheena Easton richting Prince, omdat zij dacht dat Prince geen nummer kon schrijven met deze titel. Het resultaat was een avontuurlijk en speels nummer waarin elementen van Prince's nieuwe band zitten. In het nummer zitten drumgeluiden die klinken als het blaffen van een hond. De tekst van het nummer slaat op een ruzie tussen hond en kat met een seksuele tint. Een deel uit het refrein werd ook gebruikt in het nummer I Wanna Melt with U van het album Love Symbol.
Het blad Rolling Stone heeft in de 500 beste nummers aller tijden het nummer op de 299ste plaats staan.

## NPO Radio 2 Top 2000
| Nummer met noteringen in de NPO Radio 2 Top 2000 | '00 | '01 | '02 | '03 | '04 | '05 | '06 | '07 | '08 | '09 | '10 | '11 | '12 | '13 | '14 | '15 | '16 | '17 | '18 | '19 | '20 | '21 | '22 | '23 | '24 |
| ------------------------------------------------ | --- | --- | --- | --- | --- | --- | --- | --- | --- | --- | --- | --- | --- | --- | --- | --- | --- | --- | --- | --- | --- | --- | --- | --- | --- |
| Sign “☮” the Times                               | 660 | 699 | 537 | 489 | 550 | 828 | 926 | 714 | 693 | 741 | 553 | 671 | 639 | 593 | 723 | 755 | 354 | 572 | 549 | 693 | 577 | 774 | 807 | 833 | 700 |

1. ↑  Een vetgedrukt getal geeft de hoogste notering aan.
2. ↑  2000 was het eerste jaar met een notering voor dit nummer.